# بايرن ميونخ موسم 2017–18
كان موسم 2017–18 هو الموسم الـ119 في تاريخ نادي بايرن ميونخ، وهو نادي كرة قدم ألماني، وموسمه الثالث والخمسين على التوالي في دوري الدرجة الأولى الألماني لكرة القدم، البوندسليغا، منذ تأسيسه في عام 1965. وشارك بايرن ميونخ أيضًا في كأس ألمانيا ودوري أبطال أوروبا. كان بايرن هو حامل لقب الدوري الألماني، وبالتالي شارك أيضًا في كأس السوبر الألماني. هذا هو الموسم الثالث عشر لنادي بايرن ميونخ في ملعب أليانز أرينا، الواقع في ميونخ، بافاريا، ألمانيا.
كان هذا الموسم هو الأول منذ موسم 2004–05 بدون القائد السابق فيليب لام، الذي اعتزل بعد موسم 2016–17.